# Johann Obiang
Pour les articles homonymes, voir Obiang.
Johann Obiang, né le 5 juillet 1993 à Le Blanc (Indre) en France, est un footballeur international gabonais qui évolue au poste d'arrière gauche à l'US Orléans.

## Biographie

### Châteauroux
Né au Blanc, dont sa mère est originaire, Johann Obiang possède la nationalité gabonaise par son père, Serge. Il commence le football à Ciron où son père est alors dirigeant. En poussin, Johann arrive à La Berrichonne de Châteauroux puis intègre le pôle espoirs de Châteauroux à l'âge de 12 ans. Johann gravit les échelons et signe son premier contrat professionnel en juin 2013. Le Franco-Gabonais, capable d'évoluer sur tout le flanc gauche, s'engage jusqu'en 2016.
Obiang connait sa première véritable saison avec les professionnels lors de l'exercice 2013-2014. Avec 33 matchs et ses deux buts inscrits, sa saison est jugée correcte. Il enchaine par une deuxième saison (27 apparitions en Ligue 2) où il se voit être régulièrement appelé avec sa sélection nationale. La situation en club est plus compliquée, la Berrichonne se voyant reléguée en National. Il y réalise sa troisième saison pleine (27 apparitions, de nouveau, en championnat, pour 3 buts) avant de rejoindre, libre, l'ES Troyes AC et de retrouver la Ligue 2.

### ES Troyes
Le 9 juin 2016, il paraphe un contrat de deux ans en faveur de l'ESTAC.
Il fait ses débuts sous le maillot troyen le 29 juillet 2016 face au FC Sochaux-Montbéliard au Stade de l'Aube. Une première saison sous les couleurs troyennes qui verra Obiang disputer un total de vingt-six matchs toutes compétitions confondues. Lors de cette saison 2016-2017, il va également vivre les joies de la montée avec l'accession en Ligue 1 après être passé par un match de barrage aller/retour face au FC Lorient (18e de Ligue 1).
Le 5 août 2017, il dispute son premier match en Ligue 1 face au Stade rennais lors de la première journée de championnat. Malgré tout, barré par son concurrent Charles Traoré, il ne jouera que 8 matchs lors de cette saison qui verra son club relégué en Ligue 2.
Lors de la saison 2018-2019, il effectuera 25 apparitions en Ligue 2 sous le maillot troyen. Le club terminera troisième du championnat mais échouera dans sa quête de montée à la suite d'une défaite lors des barrages contre le RC Lens. À l'issue de la saison, Obiang ne sera pas prolongé par le club aubois et se retrouvera libre de s'engager où il le souhaite.

### Le Puy
Malgré une forte expérience internationale avec la sélection gabonaise ainsi que de la Ligue 2 française notamment avec LB Châteauroux et l'ESTAC, il reste plusieurs mois sans club avant de finalement s'engager avec le modeste club du Puy Foot 43 Auvergne promu en National 1 le 9 octobre 2019.

### Rodez AF
Le 3 juin 2020, arrivé en fin de contrat avec Le Puy Foot, il s'engage librement en faveur du Rodez Aveyron Football, qui évolue alors en Ligue 2.
Il y passe deux saisons avant de quitter le club librement, n'ayant pas prolongé son contrat.

### SM Caen
Le 28 juin 2022, le Stade Malherbe Caen annonce la signature de Johann pour pallier un potentiel départ du latéral gauche titulaire, Ali Abdi, élu dans l'équipe type de la saison précédente en Ligue 2 et annoncé partant en Ligue 1. Il signe un contrat de 2 ans.
Finalement, Abdi reste au club et Johann devient sa doublure. En début de saison, il grappille du temps de jeu en dépannant au poste de latéral droit.
Il délivre sa première passe décisive pour Alexandre Mendy lors de la victoire trois buts à un contre l'Amiens SC, le 10 septembre 2022.

### Pau FC
Le 11 juillet 2023, il signe en faveur du Pau FC, pensionnaire de Ligue 2 pour deux saisons.
Il est laissé libre par le club à l'été 2025.

### En sélection
En 2013, Johann Obiang, qui a alors 20 ans et vient tout juste de signer son premier contrat professionnel après avoir joué ses deux premiers matchs de Ligue 2, est présélectionné avec les Panthères du Gabon pour disputer un match amical face au Cap-Vert.
Sélectionné à nouveau en février 2014, Johann Obiang décline cette fois l’invitation. Il honore sa première sélection durant un match des éliminatoires de la CAN 2015 le 11 octobre 2014 contre le Burkina Faso (victoire 2-0).
En janvier 2015, Johann Obiang vit sa première Coupe d'Afrique des nations en Guinée équatoriale. Il joue les trois matchs de groupe comme titulaire mais le Gabon finit 3e de son groupe avec 1 victoire pour 2 défaites et est éliminé de la compétition. 
En janvier 2017, Johann Obiang dispute sa seconde Coupe d'Afrique des nations dans son pays, le Gabon. Le Gabon finit à nouveau 3e de son groupe après 3 matchs nuls. Johann joue 2 matchs au cours de la compétition.
En janvier 2022, Johann Obiang dispute la Coupe d'Afrique des nations au Cameroun. Le Gabon finit 2e de son groupe et se qualifie pour les huitièmes.  Johann joue l'intégralité des 3 matchs de groupe. Le Gabon perd après la séance de tirs au but contre le Burkina Faso.

## Statistiques

### En club
| Saison                | Club                  | Championnat           | Championnat | Championnat | Championnat | Coupe nationale | Coupe nationale | Coupe nationale | Coupe de la Ligue | Coupe de la Ligue | Coupe de la Ligue | Barrages | Barrages | Barrages | Total | Total | Total |
| Saison                | Club                  | Division              | M.          | B.          | P.d.        | M.              | B.              | P.d.            | M.                | B.                | P.d.              | M.       | B.       | P.d.     | M.    | B.    | P.d.  |
| 2012-2013             | LB Châteauroux        | Ligue 2               | 5           | 0           | 0           | 1               | 0               | 0               | -                 | -                 | -                 | -        | -        | -        | 6     | 0     | 0     |
| 2013-2014             | LB Châteauroux        | Ligue 2               | 33          | 2           | 2           | 1               | 0               | 0               | 1                 | 0                 | 0                 | -        | -        | -        | 35    | 2     | 2     |
| 2014-2015             | LB Châteauroux        | Ligue 2               | 27          | 0           | 0           | 1               | 0               | 0               | 1                 | 0                 | 0                 | -        | -        | -        | 29    | 0     | 0     |
| 2015-2016             | LB Châteauroux        | National              | 27          | 3           | 3           | 1               | 0               | 0               | 1                 | 0                 | 0                 | -        | -        | -        | 29    | 3     | 3     |
| Sous-total            | Sous-total            | Sous-total            | 92          | 5           | 5           | 4               | 0               | 0               | 3                 | 0                 | 0                 | -        | -        | -        | 99    | 5     | 5     |
| 2016-2017             | ESTAC Troyes          | Ligue 2               | 23          | 0           | 2           | 1               | 0               | 0               | -                 | -                 | -                 | 2        | 0        | 0        | 26    | 0     | 2     |
| 2017-2018             | ESTAC Troyes          | Ligue 1               | 8           | 0           | 0           | 2               | 0               | 0               | 1                 | 0                 | 0                 | -        | -        | -        | 11    | 0     | 0     |
| 2018-2019             | ESTAC Troyes          | Ligue 2               | 25          | 0           | 2           | -               | -               | -               | 1                 | 0                 | 0                 | 1        | 0        | 0        | 27    | 0     | 2     |
| Sous-total            | Sous-total            | Sous-total            | 56          | 0           | 4           | 3               | 0               | 0               | 2                 | 0                 | 0                 | 3        | 0        | 0        | 64    | 0     | 4     |
| 2019-2020             | Le Puy Foot           | National              | 13          | 0           | 2           | 4               | 0               | 1               | -                 | -                 | -                 | -        | -        | -        | 17    | 0     | 3     |
| 2020-2021             | Rodez AF              | Ligue 2               | 21          | 0           | 1           | -               | -               | -               | -                 | -                 | -                 | -        | -        | -        | 21    | 0     | 1     |
| 2021-2022             | Rodez AF              | Ligue 2               | 31          | 0           | 3           | 1               | 0               | 0               | -                 | -                 | -                 | -        | -        | -        | 32    | 0     | 3     |
| Sous-total            | Sous-total            | Sous-total            | 52          | 0           | 4           | 1               | 0               | 0               | -                 | -                 | -                 | -        | -        | -        | 53    | 0     | 4     |
| 2022-2023             | SM Caen               | Ligue 2               | 13          | 0           | 1           | 1               | 0               | 0               | -                 | -                 | -                 | -        | -        | -        | 14    | 0     | 1     |
| 2023-2024             | Pau FC                | Ligue 2               | 26          | 0           | 1           | 2               | 0               | 0               | -                 | -                 | -                 | -        | -        | -        | 28    | 0     | 1     |
| 2024-2025             | Pau FC                | Ligue 2               | 17          | 0           | 0           | 2               | 0               | 0               | -                 | -                 | -                 | -        | -        | -        | 19    | 0     | 0     |
| Sous-total            | Sous-total            | Sous-total            | 43          | 0           | 1           | 4               | 0               | 0               | -                 | -                 | -                 | -        | -        | -        | 47    | 0     | 1     |
| 2025-2026             | US Orléans            | National              | 1           | 0           | 0           | -               | -               | -               | -                 | -                 | -                 | -        | -        | -        | 1     | 0     | 0     |
| Total sur la carrière | Total sur la carrière | Total sur la carrière | 270         | 5           | 17          | 17              | 0               | 1               | 5                 | 0                 | 0                 | 3        | 0        | 0        | 295   | 5     | 18    |